# Janusz Józef Uthke
Janusz Józef Uthke (ur. 31 marca 1930 w Błoniu, zm. 21 marca 2011) – polski wojskowy, porucznik WP, działacz kombatancki, inżynier rolnictwa, wieloletni pracownik Ministerstwa Rolnictwa.
W czasie II wojny światowej harcerz Szarych Szeregów w Rejonie AK Błonie „Bagno”. Po wojnie działacz Światowego Związku Żołnierzy Armii Krajowej, współinicjator budowy Pomnika Armii Krajowej, Szarych Szeregów i NSZ w Błoniu. Był współtwórca wydanego w 2009 r. Kalendarium działań konspiracyjnych w Błoniu. 
Odznaczony Krzyżem AK i Krzyżem Kawalerskim Orderu Odrodzenia Polski i in. Syn płk. Andrzeja Uthke odznaczonego Złotym Krzyżem Orderu Virtuti Militari.